# Alegoría de la caverna

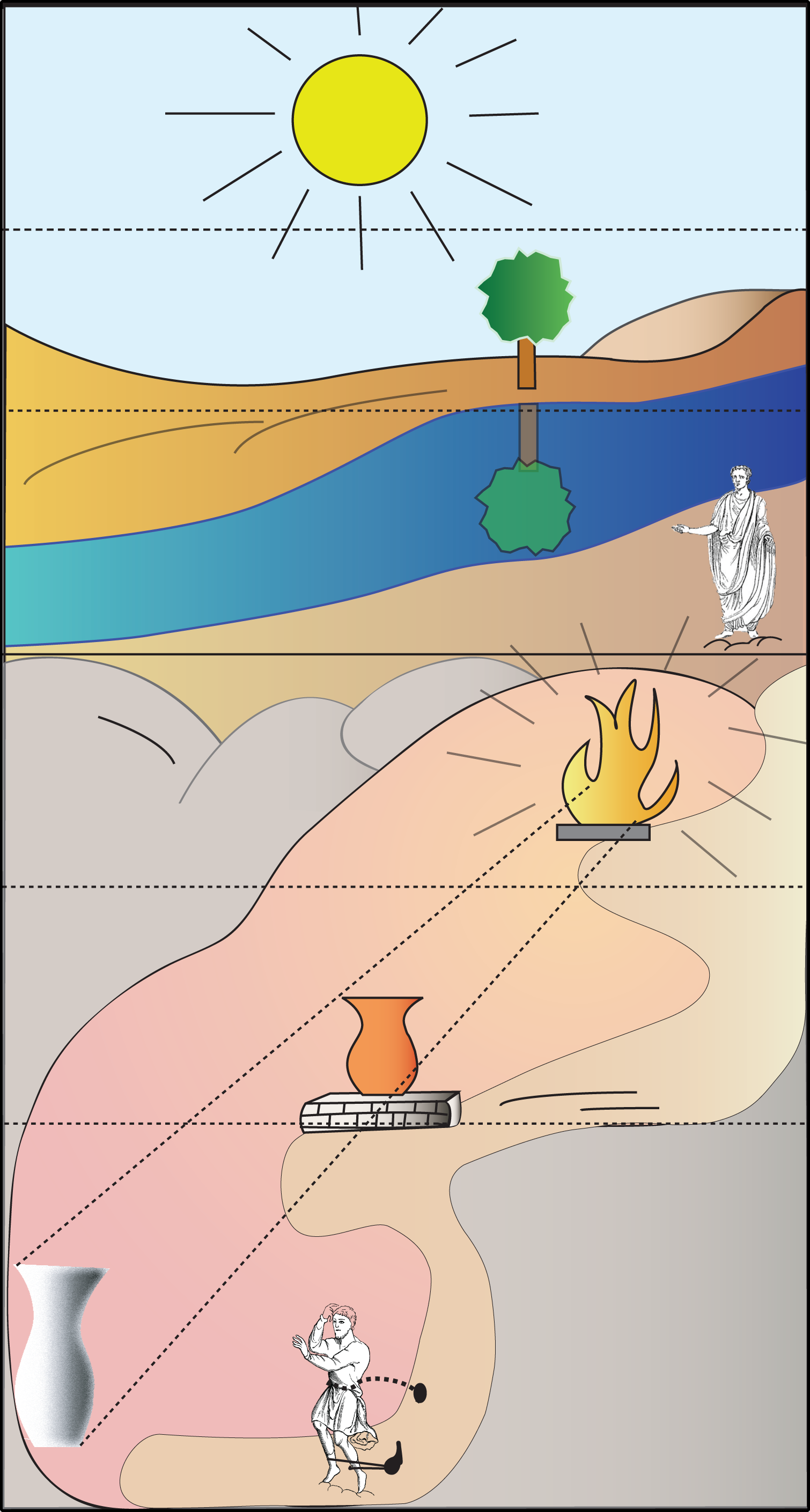
Recreación de parte de la alegoría. Se observa cómo el prisionero solo puede observar proyecciones del mundo que son meras apariencias de las esencias.

La alegoría de la caverna, también conocida como el mito de la caverna —aunque en realidad solamente es una alegoría de intenciones pedagógico-filosóficas, no un mito pues no aparece reflejado como tal en los escritos de Platón ni en ninguna otra obra antigua (ni siquiera entre los mitógrafos)—, se considera la alegoría más célebre de la historia de la filosofía junto con la del carro alado. Su importancia se debe tanto a la utilidad de la narración para explicar los aspectos más importantes del pensamiento platónico como a la riqueza de sus sugerencias filosóficas.
Se trata de una explicación metafórica, realizada por el filósofo griego Platón al principio del libro VII de la República, sobre la situación en que se encuentra el ser humano respecto del conocimiento. En ella, Platón explica su teoría de cómo se puede captar la existencia de los dos mundos: el mundo sensible (conocido a través de los sentidos) y el mundo inteligible (que es materia de puro conocimiento, sin intervención de los sentidos).

## Historia
Platón describió, en su alegoría de la caverna, un espacio cavernoso en el que se encuentran un grupo de hombres prisioneros desde su nacimiento, con cadenas que les sujetan el cuello y las piernas de forma que únicamente pueden mirar hacia la pared del fondo de la caverna sin poder nunca girar la cabeza. Justo detrás de ellos se encuentra un muro con un pasillo y seguidamente, y por orden de cercanía respecto de los hombres, una hoguera y la entrada de la cueva que da al exterior. Por el pasillo del muro circulan hombres portando todo tipo de objetos cuyas sombras, gracias a la iluminación de la hoguera, se proyectan en la pared que los prisioneros pueden ver.
Estos hombres encadenados consideran como verdad las sombras de los objetos. Debido a las circunstancias de su prisión se hallan condenados a tomar únicamente por ciertas todas y cada una de las sombras proyectadas ya que no pueden conocer nada de lo que acontece a sus espaldas.
Continúa la narración contando lo que ocurriría si uno de estos hombres fuese liberado y obligado a volverse hacia la luz de la hoguera, contemplando, de este modo, una nueva realidad. Una realidad más profunda y completa ya que esta es causa y fundamento de la primera que está compuesta solo de apariencias sensibles. Una vez que ha asumido el hombre esta nueva situación, es obligado nuevamente a encaminarse hacia fuera de la caverna a través de una áspera y escarpada subida, apreciando una nueva realidad exterior (hombres, árboles, lagos, astros, etc., identificados con el mundo inteligible) fundamento de las anteriores realidades, para que a continuación vuelva a ser obligado a ver directamente "el Sol y lo que le es propio", metáfora que encarna la idea de bien.
La alegoría acaba al hacer entrar, de nuevo, al prisionero al interior de la caverna para "liberar" a sus antiguos compañeros de cadenas, lo que haría que estos se rieran de él. El motivo de la burla sería afirmar que sus ojos se han estropeado al verse ahora cegado por el paso de la claridad del sol a la oscuridad de la cueva. Cuando este prisionero intenta desatar y hacer subir a sus antiguos compañeros hacia la luz, Platón nos dice que estos son capaces de matarlo y que efectivamente lo harán cuando tengan la oportunidad, con lo que se entrevé una alusión al esfuerzo de Sócrates por ayudar a los hombres a llegar a la verdad y a su fracaso al ser condenado a muerte.

## Interpretación esotérica
La interpretación de la alegoría de la caverna hay que buscarla muy al final del libro VI y en el libro VII de la República de Platón, una interpretación que es puramente epistemológica, no en vano comienza la historia con estas palabras:

-Y a continuación -seguí-, compara con la siguiente escena el estado en que, con respecto a la educación o falta de ella, se encuentra nuestra naturaleza.

Pero bajo su sentido epistemológico esconde connotaciones propias de la metafísica platónica, así como de su política dado que la República es un tratado político.

### Ontología subyacente en la alegoría
Nada más terminar la narración de la alegoría nos cuenta Platón, por boca de Sócrates, qué representa cada una de las imágenes que se exponen en él. Corresponde a las sombras y a los hombres que las producen en el mundo que percibimos por los sentidos o mundo sensible; y la hoguera al Sol que todo lo ilumina y nos permite ver. La ascensión al exterior de la cueva figura el ascenso al mundo inteligible, mundo en el que se encuentra la idea de Bien representada por el Sol.
Ambos mundos son reales, pero el inteligible posee más entidad siendo fundamento de todo lo sensible. Pertenecen a este mundo las esencias o ideas y, de entre ellas, la idea de Bien es fundamento de todas las demás ideas y por ende de lo sensible.
Pero, con todo, esta explicación que nos da Platón no es más que una nota al margen de lo que esta alegoría pretende dar a entender. Eso sí, es necesaria para entender el camino del alma hacia el mundo inteligible.

### La epistemología subyacente en la alegoría

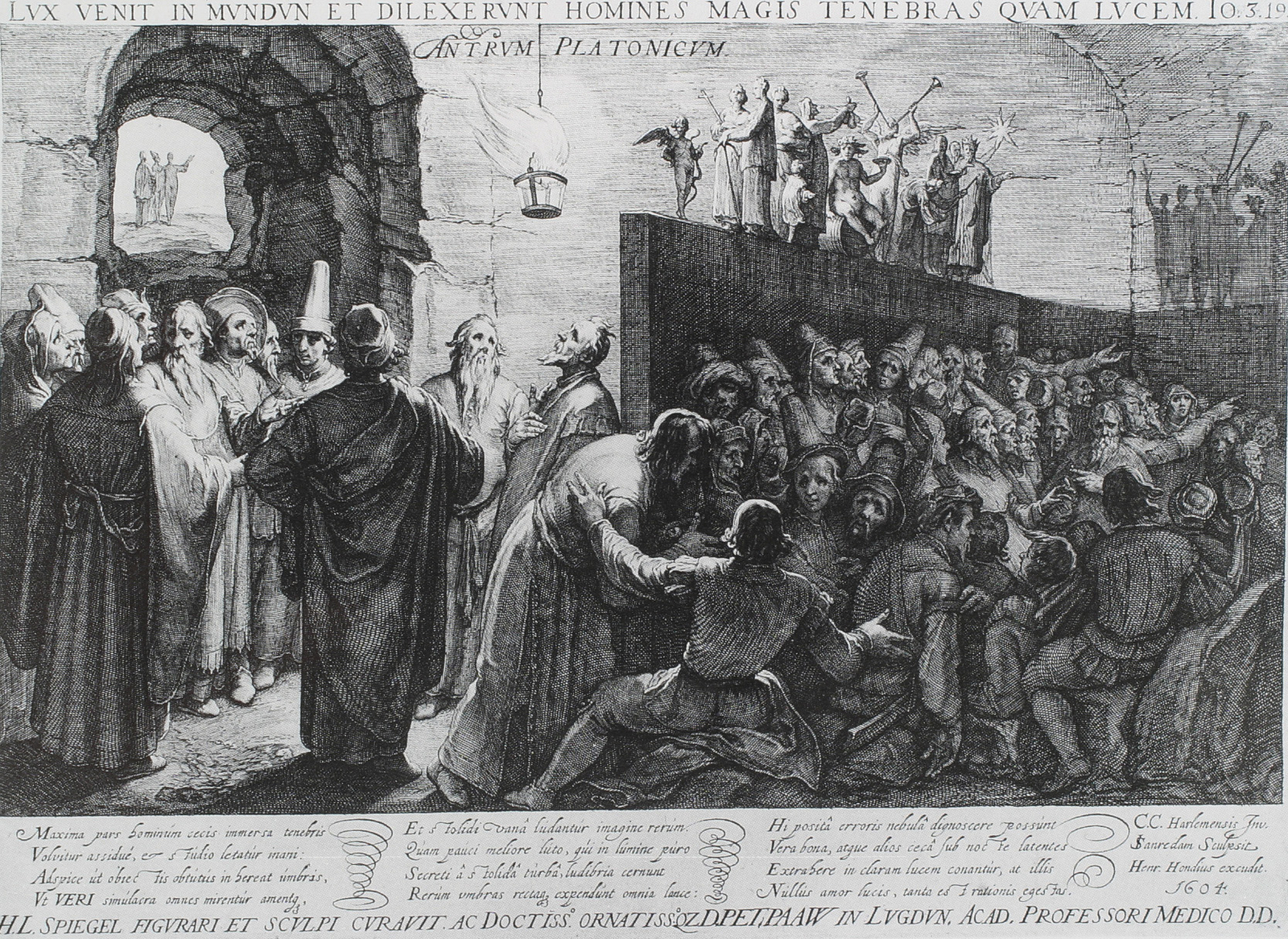
Alegoría de la caverna, de Platón, grabado de Jan Saenredam (1604)

Se trata de la parte central de la narración, pero antes de exponerla es preciso contextualizar la epistemología de Platón. Tanto Heráclito como Parménides habían comenzado dos caminos opuestos para avanzar hacia el conocimiento de la realidad, el primero atendiendo a lo mudable, el segundo a lo eterno e imperecedero: y fue el propio Parménides el que puso nombre a ambos: vía de la opinión y vía de la verdad, respectivamente. Platón, dialéctico él, conjugará ambas vías, si bien dando más importancia y validez a la parmenídea. A estos autores hay que mirar para entender lo que se esconde tras el mito de la caverna.
Según Platón, a cada tipo de realidad le corresponde un tipo de conocimiento apropiado, y estos a su vez se subdividen en otros dos tipos distintos, cada cual más cierto cuanto mejor aprehenden lo inteligible. Así, para conocer el mundo sensible disponemos de la opinión, que siendo conocimiento es un saber que puede contener error, y que viene a coincidir con la vía abierta por Heráclito.  Por otra parte, para conocer el mundo inteligible contamos con la ciencia que nos proporciona un conocimiento cierto de la realidad, camino propuesto por Parménides. La opinión o doxa, como ya ha sido dicho, se divide a su vez en dos subtipos de conocimiento: la imaginación, conjetura o eikasia; y la creencia o pistis. A su vez, para el conocimiento del mundo inteligible, la ciencia o episteme se divide a su vez en pensamiento o diánoia que capta las esencias y la razón o noesis que capta la idea de bien.
De este modo, el conocimiento adquirido por la contemplación de las sombras se identificaría con la fiabilidad del conocimiento que proporciona la imaginación, similar a tomar con una certeza más allá de lo deseable a imágenes reflejadas en espejos, o a imágenes pintadas o esculpidas, o incluso a la misma alegoría de la caverna. La visión de los hombres que caminan por la cueva mostrando objetos y la hoguera misma con la creencia, similar a tomar con una certeza más allá de lo deseable el conocimiento adquirido por la mera observación de la naturaleza en la que todo es mutable. La contemplación del mundo exterior a la cueva representa al pensamiento, el paso al conocimiento del mundo inteligible en el que se encuentran las esencias u oὒσία, un conocimiento que deja de ser una opinión con posibilidad de error, para ser un conocimiento cierto, acorde con la realidad ya que todas las cosas sensibles son imágenes de sus propias esencias. Y por fin, el conocimiento adquirido con la contemplación del sol representa el conocimiento que se obtiene con la contemplación de la idea de bien o razón. Se trata de un conocimiento que supera al mismo pensamiento tanto en cuanto que el que lo posee conoce todas las esencias del mundo inteligible porque se fundan en ella y, a través de ellas, todas las realidades del mundo sensible, mientras que el que solo usa del pensamiento, solo conoce las esencias que va descubriendo en su pensar.

### La educación subyacente en la alegoría

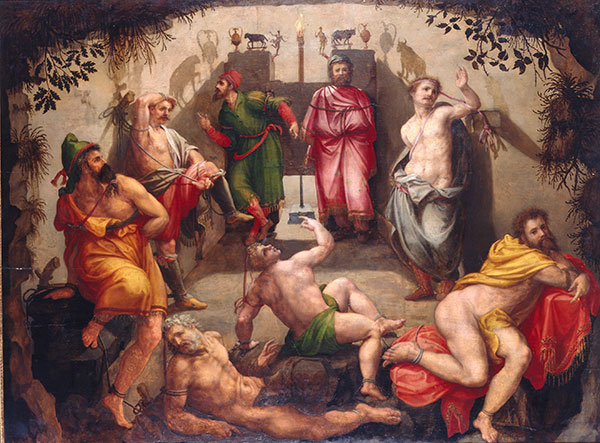
Alegoría de la caverna, de Michiel Coxcie.

Dado que la República es un tratado político, cabría esperar que tras la alegoría se escondiera una mayor referencia a la teoría política de Platón que a la epistemología y a la educación o paideia, pero no es así aunque algo de política tenga.
La importancia que Platón concede a la educación en vistas a una correcta organización de la polis hace que dedique una muy importante cantidad de páginas a este tema en la República. Platón llega incluso a diseñar en ella un programa de estudios para tal fin basado en los grados del conocimiento descritos anteriormente. 
Es el proceso de formación y educación del rey-filósofo lo que está encarnando en todo ese periplo a través de los grados del conocimiento que realiza el protagonista de la historia. Una formación a cargo de los más sabios que han de iniciar todos los ciudadanos y que completarán en la medida que estén capacitados para el conocimiento. 
Pero, como alegoría que es, no tiene perfecta correspondencia con el pensamiento de Platón. Por ejemplo, el personaje es continuamente obligado a ascender en los grados de conocimiento porque, como dice el propio Platón al terminar de narrar la alegoría, el saber es costoso y no suele hacerse de buena gana, mientras  que más adelante, ya terminado el mito, Platón señala que no es deseable usar la fuerza para que los niños aprendan.
En la política platónica no hay tal obligación externa encaminada a que los hombres asciendan en los grados de conocimiento, nadie ha de ser arrastrado tal y como narra la alegoría. Si acaso, la única obligación de la que habla Platón en su política es de una obligación moral de todos los ciudadanos para que asuman con responsabilidad el deber de educarse lo mejor que puedan conforme a su capacidad por amor del mejor bien de la polis. Un bien que consiste en ser dirigida rectamente, es decir, conforme a razón.
Los propios alumnos, guiados por maestros mediante el uso de la dialéctica, irán alcanzando por sí solos los distintos grados de conocimiento hasta el límite que la capacidad de cada uno de ellos determine.

### La política subyacente en la alegoría
Las connotaciones políticas que este mito tiene son secundarias o indirectas. De todas las obligaciones a la que es sometido el prisionero de la alegoría, la única que realmente se mantiene en la teoría política platónica es la de que tanto el personaje de ella como el sabio han de ser obligados igualmente a abandonar la contemplación del mundo inteligible (el sol y la idea de bien respectivamente) para dirigir a sus conciudadanos debido a que ese regreso para asumir el gobierno de la polis aleja al sabio de la mayor felicidad: el seguir contemplando la idea de bien. Esta obligación es más interna que externa, su fuerza reside en la responsabilidad que tiene el sabio de cara a la polis para que esta alcance su bien, esto es, para que todos los habitantes se guíen conforme a la razón al ser dirigidos por el sabio.
Con todo, Platón es consciente de que muy pocos son capaces de llegar al más alto grado de conocimiento. Ello le llevará a proponer que también han de desempeñar la función de gobernar, en un gobierno que es temporal y rotatorio, los que más hayan accedido al mundo inteligible por medio del pensamiento. El motivo de la rotación es limitar en el tiempo la función de gobernar para no hacer más gravosa aún la obligación de desatender el estudio y contemplación de las esencias al hacerla perdurar excesivamente en el tiempo.

## Interpretaciones exotéricas
Como a casi todo texto alegórico, a la alegoría de la caverna no le faltan interpretaciones que han sido dadas al margen de la que le dio su autor en la Academia. El motivo principal que lo causa es el hecho de que casi toda la obra de Platón conservada es de carácter exotérico, es decir, destinada a los no miembros de la Academia y por tanto accesible al gran público. Esto determinó que Platón dotara a su obra de una extraordinaria belleza literaria por las imágenes propuestas, pero con poca precisión conceptual en muchas de sus partes. El quedarse sólo en la lectura de la alegoría sin atender a las explicaciones que de ella nos dio su autor ha dado lugar a todo tipo de interpretaciones.